# Eusebius McKaiser
Eusebius McKaiser (Grahamstown, Provincia del Cabo, 28 de marzo de 1979 – Johannesburg, Gauteng, 30 de mayo de 2023) fue un analista político, periodista y locutor sudafricano. A lo largo de su carrera, contribuyó en medios internacionales y nacionales de gran prestigio como Mail & Guardian, Sunday Times, Foreign Policy, The Guardian, The New York Times y Business Day, donde también mantuvo una columna semanal. Además, fue autor de tres libros que exploran diversos aspectos de la política y la sociedad sudafricanas, consolidándose como una voz clave en el análisis sociopolítico del país.

## Biografía
Eusebius McKaiser nació el 28 de marzo de 1978, en Grahamstown, Provincia del Cabo, donde su familia de clase trabajadora vivía en un municipio de color. Asistió a la escuela primaria St Mary's y al Graeme College, y se matriculó en este último en 1996. A partir de 1997 asistió a la Universidad de Rodas, donde se graduó con distinción con una licenciatura en derecho y filosofía, una licenciatura con honores y, en 2003, una maestría en filosofía, con una tesis sobre la objetividad moral. Entre 2005 y 2006, asistió a la Universidad de Oxford (St Antony's College) con una beca Rhodes, donde recibió una licenciatura en Filosofía  e hizo una investigación doctoral –nunca completada– con Ralph Wedgwood y John Broome, también en moral e filosofía. También fue becario del Oppenheimer Memorial Trust.

## Carrera
McKaiser trabajó más tarde como consultor asociado en McKinsey & Company, y en 2012 era analista político y social en el Centro Wits para la Ética y en el Centro para el Estudio de la Democracia de la Universidad de Johannesburgo. El primer programa de radio que presentó en Radio 702 fue un programa de entrevistas nocturno semanal llamado Política y Moralidad.  Fue anfitrión del programa de actualidad Interface de SABC 3 hasta 2011, y luego presentó el programa Talk @ 9 de 702 las noches de la semana.
Cuando Power FM se lanzó el 18 de junio de 2013, comenzó como presentador de Power Talk, un programa de entrevistas matutino de tres horas de duración entre semana. En octubre de 2014, dejó Power FM – según la emisora, debido a desacuerdos insolubles entre él y la emisora  – y regresó a Radio 702 en julio de 2016, reemplazando a Redi Thlabi con un espacio de charlas matutinas entre semana. Según Mail & Guardian, a través de su trabajo radiofónico, McKaiser se había «grabado a sí mismo en la psique nacional» en 2013. Pumla Dineo Gqola dijo más tarde que su programa matutino en 702, el Eusebius McKaiser Show, «modeló el diálogo cotidiano y, con él, la cultura de nuestro tiempo», y elogió el «trabajo intelectual desgarrador, esclarecedor y a menudo alegre» de McKaiser.
McKaiser dejó Radio 702 en junio de 2020, porque la estación no había estado preparada para dedicar recursos adecuados a la producción de su programa. Luego presentó un podcast llamado In the Ring y, en YouTube, un programa de libros exclusivos sobre libros llamado Cover to Cover.

## Fallecimiento
McKaiser murió debido a una sospecha de ataque epiléptico el 30 de mayo de 2023, a los 44 años.

## Premios
- 2010: Lista de 200 jóvenes sudafricanos de Mail & Guardian [1]
- 2011: Campeón Mundial de Debate Masters [6]
- 2012: Premio Antiguo Emergente de Rodas de la Universidad de Rodas [8]